# Javorovica
Javorovica este o localitate din comuna Šentjernej, Slovenia, cu o populație de 38 de locuitori.